# فرس البحر الصغير
فرس البحر الصغير (الاسم العلمي: Hippocampus bargibanti) (بالإنجليزية: Pygmy seahorse)‏ هو نوع من الأسماك يتبع جنس فرس البحر من فصيلة زمارات البحر.